# Acalolepta longiscapus
Acalolepta longiscapus là một loài bọ cánh cứng trong họ Cerambycidae.